# Paicol
Paicol (Del Quechua Paiqqu o Paiku = Planta Medicinal) es un municipio colombiano localizado al occidente del departamento del Huila. Yace sobre las estribaciones de la cordillera central donde confluye el río Magdalena con río Páez. Hace parte de la región Suboccidente del departamento. Su extensión territorial es de 340 km², su altura es de 886 m s. n. m. y su temperatura promedio es de 26 °C.
Cuenta con una población de 5.734 habitantes de acuerdo con proyección del DANE para año 2019. Su economía se basa principalmente, en la agricultura y ganadería (La producción cafetera, de leche y sus derivados lácteos se realiza a gran escala). El ecoturismo es otro reglón importante gracias a la presencia de distintos balnearios y cascadas que forman piscinas de agua natural como la Caja de Agua y la Caverna La Cumbre, ideales para la recreación y el esparcimiento, además de una imponente formación geológica donde se puede practicar espeleología recreativa; ofrece al visitante un hermoso atractivo natural. Es municipio que se caracteriza por sus casas blancas coloniales y calles empedradas, rodeada por la belleza natural de su geografía. Es conocido como la «La Villa de las Maravillas naturales».

## Toponimia
El nombre de Paicol proviene de la lengua Quechua Paiqqu o Paiku que significa planta medicinal. Durante la conquista del Huila por parte de Sebastián de belalcazar, trajo consigo en su Hueste, indios de servicio llamados Yanaconas y también Cañaris del Ecuador, quienes fueron repoblando algunos lugares del sur y centro de Colombia,  colocando nombres nuevos a los sitios dados por la corona a estos colaboradores y quitándole los lugares que eran habitados por Paeces y Pijáos. Los Yanaconas llamaron al lugar Tambo de Paikol (Tambo en Quechua significa pueblo o sitio de descanso) los cuales en el Tahuantinsuyo eran utilizados por los corredores o Chasquis para descansar y abastecerse durante los caminos de Capaq Ñan. Posteriormente también lo llamaban Trapiche de terrazgeros, pero los españoles le llamaban Santa Rosa de Paicol, un sitio de abastecimiento para la Villa de San Sebastián de La Plata.
El lugar antes era habitado por comunidades Paeces del grupo Cambís, que habitaban desde la Argentina Huila hasta Paicol, mientras el valle de Tesalia o Camocué era habitado por otra comunidad Páez desplazados en el momento de los conquistadores españoles por pijaos a mando del cacique Mana que gobernó tierras de Itaibe, Paicol y Tesalia.

## División Político-Administrativa
Además de su Cabecera municipal. Paicol tiene bajo su jurisdicción los siguientes Centros poblados:
- La Reforma
- La Lajitas

## Geografía
Limita por el norte con Tesalia, Nátaga y el departamento del Cauca, por el sur con El Agrado y El Pital, por el este con Gigante y por el oeste con La Plata. La población fue fundada por Juan De Vargas y Figueroa en 1701.

## Servicios públicos
- Energía Eléctrica: Electrohuila, es la empresa prestadora del servicio de energía eléctrica.
- Gas Natural: Alcanos de Colombia, es la empresa distribuidora y comercializadora de gas natural en el municipio.